# Айвож
Айвож — река в России, протекает в Прилузском районе Республики Коми. Устье реки находится в 43 км по левому берегу реки Седка. Длина реки составляет 31 км.
Исток реки в таёжном массиве среди холмов Северных Увалов в 28 км к юго-востоку от села Ношуль. Река течёт на северо-восток, всё течение проходит по ненаселённому холмистому таёжному массиву. Приток — Лёк (правый). Айвож впадает в Седку чуть ниже деревни Верхняя Седка.

## Данные водного реестра
По данным государственного водного реестра России и геоинформационной системы водохозяйственного районирования территории РФ, подготовленной Федеральным агентством водных ресурсов:
- Бассейновый округ — Двинско-Печорский
- Речной бассейн — Северная Двина
- Речной подбассейн — Малая Северная Двина
- Водохозяйственный участок — Юг
- Код водного объекта — 03020100212103000012174